# Беленькая (верхний приток Казённого Торца)
Ручей Беленькая или Беленькая I (укр. Біленька) — ручей, правый приток реки Казённый Торец, расположенный на территории Константиновского района и Краматорского горсовета (Донецкая область, Украина).

## География
Длина — 19 км. Площадь бассейна — 179 км². Русло в приустьевой части выпрямлено в канал (канализировано), в верхнем течении — маловодное и пересыхает. Долина нижнего течения сильно изрезана ярами и промоинами, также есть и другие участки расчленённой долины. Есть пруды и водохранилища.
Берёт начало восточнее села Майское. Река течёт на северо-запад, запад, северо-запад. Впадает в Казённый Торец (на 42-м км от её устья) в городе Краматорск — в саду Бернадского (парк Ленина), что севернее микрорайона Партизанский.
В долине среднего течения расположен региональный ландшафтный парк Краматорский — Белокузьминовский участок, где расположен памятник природы Скалообразное обнажение верхнего мела — севернее Белокузьминовки.
Притоки: (от истока к устью)
1. балка Белый Яр пр
2. балка Страшный Яр л
3. балка Часов Яр л

Населённые пункты (от истока к устью):
Константиновский район
1. Марково
2. Фёдоровка
3. Горбоконевка[3]
4. Белокузьминовка

Краматорский городской совет
1. Семёновка
2. Краматорск